# Битва при Деліумі
Битва при Деліумі (місті в Беотії) відбулася в 424 році до нашої ери під час Пелопоннеської війни. Війна велася між афінянами та беотійцями, які були союзниками спартанців, і закінчилася облогою Деліума в наступні тижні.

## Прелюдія
У 424 році до нашої ери афінські генерали Демосфен і Гіппократ (син Аріфрона) планували вторгнутися в Беотію. Демосфен помилково відплив занадто рано і висадився в Сіфаї, де його плани зруйнував фокієць на ім'я Нікомах. Оскільки Гіппократ ще не прибув, Демосфен не міг атакувати і був змушений відійти.
Зрештою Гіппократ прибув до Беотії з афінською армією і почав зміцнювати храм у Деліумі. Через п'ять днів укріплення було завершено, і Гіппократ створив гарнізон і відправив решту своєї армії назад до Афін. У той же час беотійці зібрали свою армію, щоб кинути виклик Гіппократу, але коли вони побачили, що афіняни відходять, багато хто з них подумали, що нападати немає сенсу. Пагондас з Фів, командувач беотійськими силами, закликав їх атакувати в будь-якому випадку, оскільки він знав, що афіняни врешті-решт повернуться і використають Деліум як базу для подальших вторгнень.

## Битва

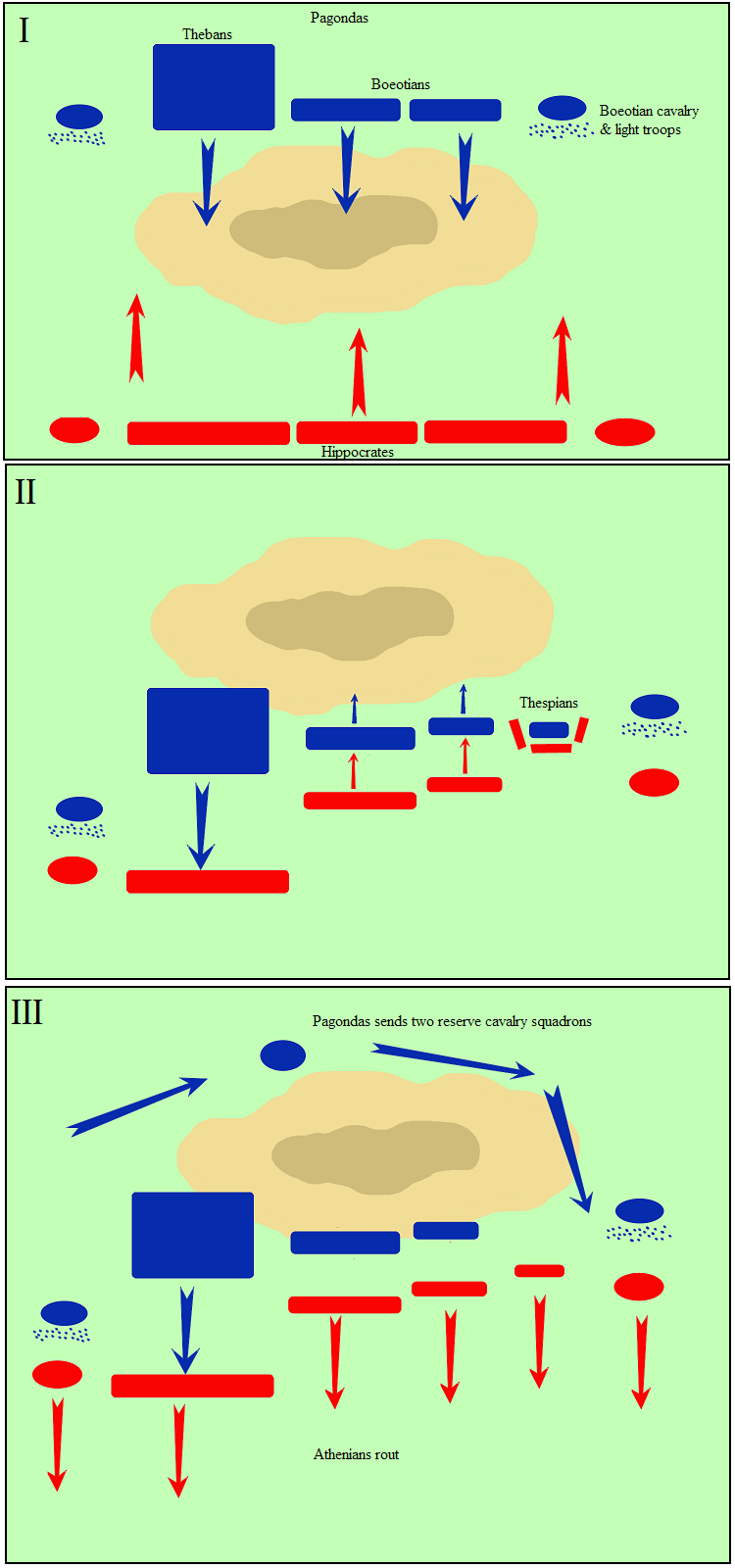
Пересування військ під час бою

Пагонда перевів свою армію на позиції поблизу афінян, хоча обидві армії були приховані одна від одної пагорбом. У беотійців було 7000 гоплітів, 1000 кіннотників, 500 пельтастів і 10 000 легких військ. Праве крило було сформоване військами з Фів, і фіванці стягнули свою глибину до 25 чоловік, а не до 8, як зазвичай; центр - люди з Галіарту, Коронеї та Копії ; і ліве крило військами з Феспій, Танагри та Орхомена . Згодом до них приєдналися локрі. Коли Гіппократ дізнався про беотійську армію, він приєднався до головних сил афінян, залишивши 300 кавалеристів у Деліумі. Афіняни мали приблизно таку ж кількість гоплітів і кінноти, але мали менше легкоозброєних військ, переважно з міст-союзників. Вишикувалися на звичній глибині. Через асиметрію в розгортанні фіванське праве крило майже напевно переможе, але також через їхнє розгортання лінія афінських гоплітів була довшою і обійшла б беотійську ліву лінію. Це унікальне розгортання фіванського полководця Пагонди пояснює подальший розгортання та хід битви.
Беотійці кинулися несподівано, коли Гіппократ виголошував промову перед своїми людьми. Найважчі бої точилися на центральних лініях. Як повідомляє Фукідід, беотійське ліве крило було оточене та близьке до поразки, і лише феспійський контингент встояв. Переможна афінська лінія заплуталася, обійшовши феспійський контингент і оточивши його. Деякі з афінських гоплітів билися і вбивали один одного, коли зустрілися на іншому кінці, помилково приймаючи своїх співвітчизників за ворога. Це був перший в історії задокументований випадок «дружнього вогню» ( Джоффрі Ріган, Back Fire, Robson Books Ltd., Лондон, 1995). Вважається, що інцидент стався частково через те, що не використовувалися «державні» щити, які, здається, не стали загальними до Другої битви при Мантінеї, яка велася в 362 році до нашої ери між фіванцями та спартанцями (і союзниками кожної зі сторін). . У будь-якому випадку Пагонда послав свою кавалерію на підтримку беотійського лівого крила, і афіняни, у свою чергу, зазнали поразки. Тим часом беотійське праве крило також перемогло, і афіняни, що воювали там, утекли. Коли афінський центр побачив, що два його крила розбиті, він також утік. Близько 500 беотійців і 1000 афінян було вбито, включаючи Гіппократа.
Одним із афінських гоплітів у битві був філософ Сократ. Платон наказує Алківіаду надати такий опис відступу афінян у Деліумі, а також дії самого Сократа:
Крім того, люди, варто було побачити Сократа, коли армія відступала втечею з Деліуму; бо я був там верхи на коні, а він був гоплітом. Тоді солдати бігли, і коли він і Лахес разом відступали, я випадково натрапив на них. І як тільки я їх побачив, то відразу ж настійно спонукав їх обох набратися духу і сказав, що не покину їх. У мене була ще краща нагода спостерігати за Сократом там, ніж у Потідеї, тому що я був менше наляканий, тому що я був верхи на коні. Перш за все, наскільки він був розумнішим, ніж Лахес; а по-друге, це була моя думка, Арістофане (і ця думка ваша); що гуляючи там так само, як він це робить тут, в Афінах, «переслідуючи, як пелікан, його очі бігають з боку в бік», тихо шукаючи друзів і ворогів, він дав зрозуміти всім навіть на великій відстані, що якщо хтось торкнеться цей справжній чоловік, він буде рішуче захищатися. Отже, він і його товариш пішли благополучно; бо коли ти поводишся на війні так, як він, то вони майже навіть не чіпають тебе; замість цього вони переслідують тих, хто обертається стрімголов.
Беотійці переслідували афінян до ночі. Більшість афінян повернулися до форту в Деліумі, де беотійський глашатай оголосив, що вони ображають землю, яка була священною для беотійців і повинні залишити її. Афіняни відповіли, що ця земля тепер їхня і священна для них, і що вони тримають її для самооборони від беотійців.

## Наслідки
Протягом двох тижнів не було ніяких дій, але до беотійців приєдналися 2000 гоплітів з Коринфа, а також інші війська їхніх різних союзників. Беотійці сконструювали дивний пристрій, який, згідно з описом у Фукідіда (4.100), здається, був різновидом вогнемета, і використав цю зброю, щоб підпалити Деліум і прогнати афінян. Лише близько 200 афінян було вбито; решті дозволили втекти. Після того, як Деліум було знову захоплено, Демосфен і його війська нарешті прибули, але відсутність зв'язку між ним і Гіппократом означала, що його прибуття було по суті марним. Він висадився біля Сікіону, але швидко зазнав поразки.

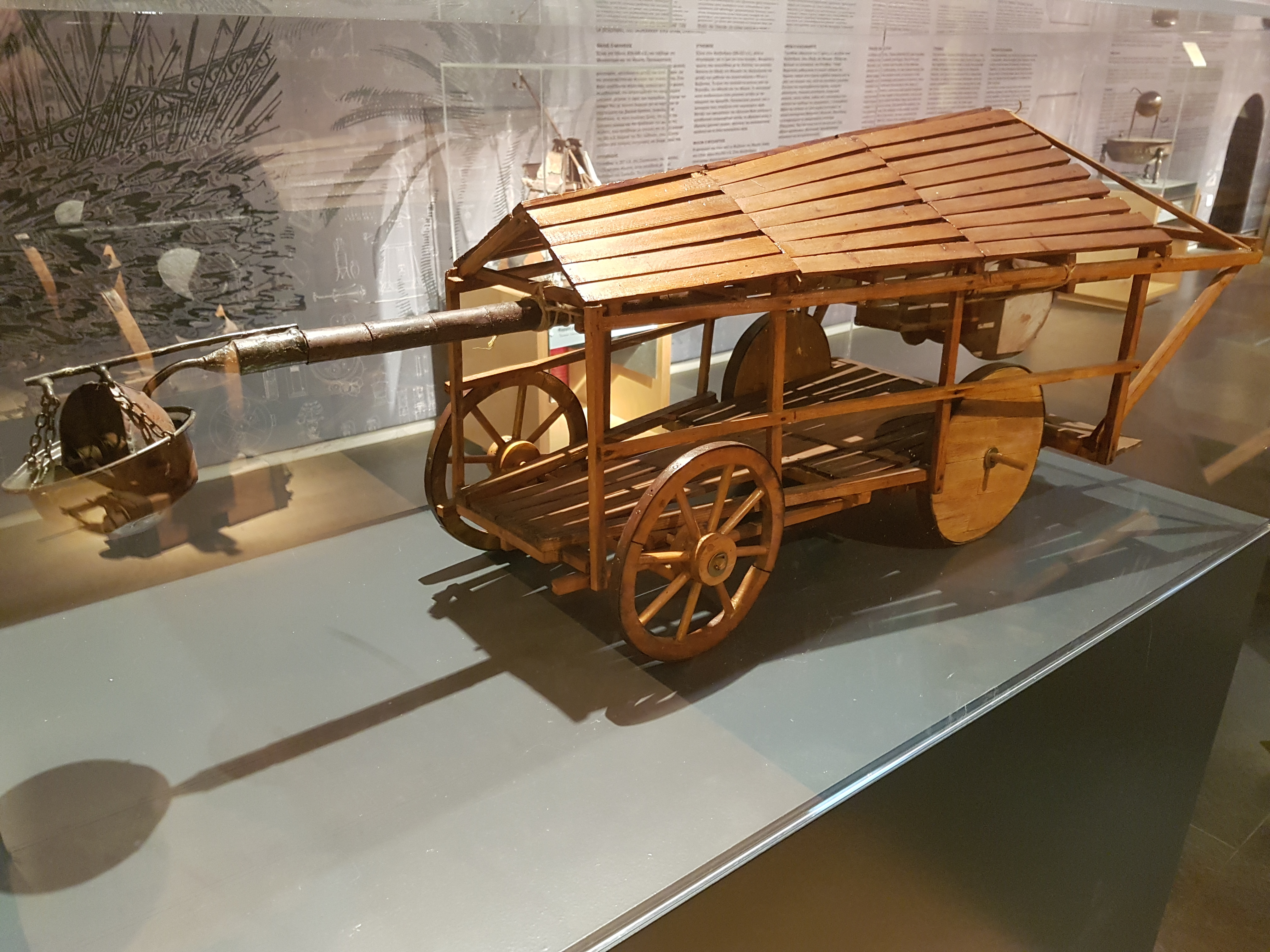
Беотійський вогнемет (модель), Науковий центр Салонік і Музей техніки
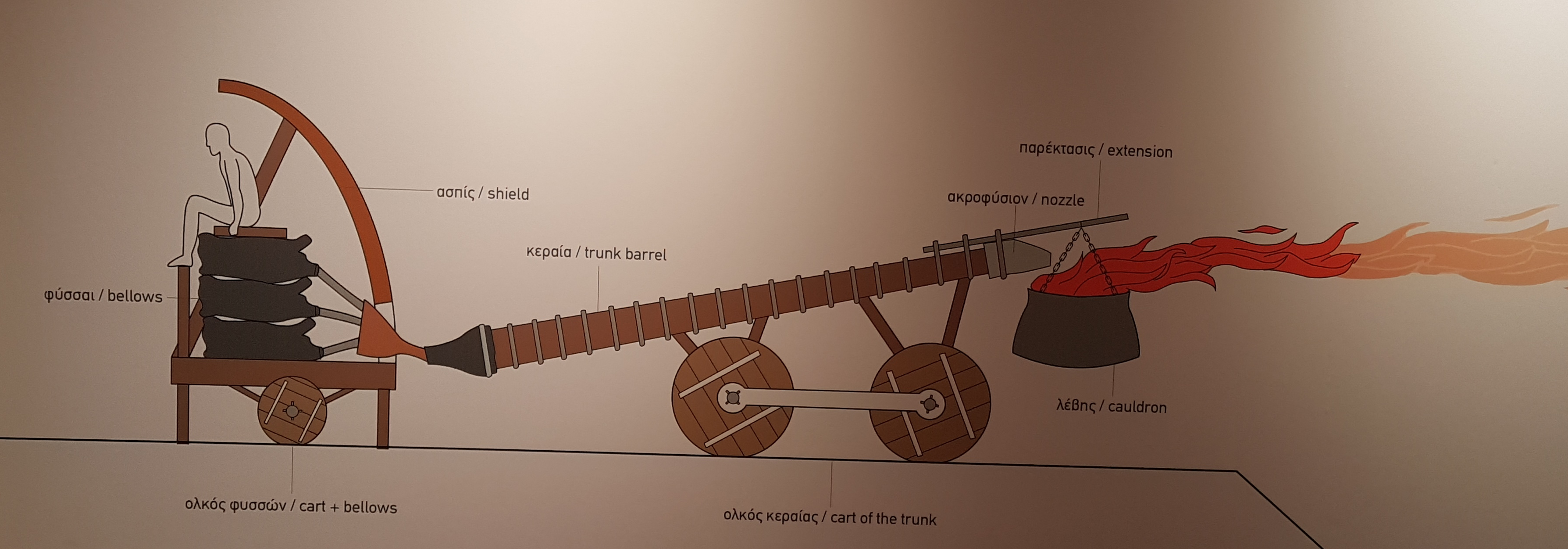
Беотійський вогнемет. Навчання-дизайн: Th. П. Тассіос Малюнок: Я. Накас

Окрім демонстрації інноваційного використання нової технології, Pagondas вперше в історії використав заплановану тактичну війну. У попередні століття битви між грецькими містами-державами були відносно простими зіткненнями між масовими формуваннями гоплітів. Кіннота не грала великої ролі, все залежало від єдності та сили згуртованих рядів піхоти, що напружувалась проти супротивника. У Деліумі Пагонди використовували глибші ряди, резерви, втручання кавалерії, легкоозброєних стрільців (пелтастів) і поступові зміни тактики під час бою.